# Incolia concolor
Incolia concolor is een keversoort uit de familie winterkevers (Tetratomidae). De wetenschappelijke naam van de soort werd in 1879 gepubliceerd door John Lawrence LeConte.